# Parti socialiste d'Uruguay

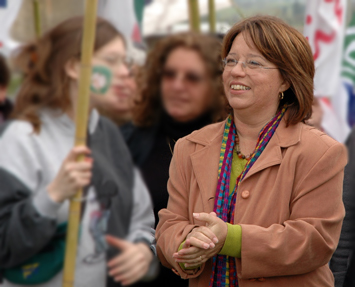
La sénatrice Mónica Xavier en 2004. Réélue en 2009, elle était deuxième sur la liste derrière Daniel Martínez, lesquels sont les deux sénateurs socialistes pour 2010-2015.

Fondé en 1910, le Parti socialiste d'Uruguay (PSU, Partido Socialista del Uruguay) est membre de l'Internationale socialiste et partie prenante, depuis 1971, du Front large, la coalition de gauche qui parvint, pour la première fois, à être au pouvoir en 2005, formant le gouvernement Vázquez. Socialiste, Tabaré Vázquez a été maire de Montevideo dans les années 1990 avant d'être choisi candidat à la présidentielle du Front large.

## Historique

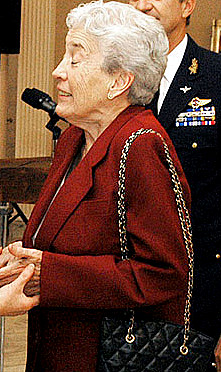
Azucena Berruti, avocate socialiste et ministre de la Défense du gouvernement Vázquez de 2005 à 2008.

Le parti socialiste d'Uruguay a été fondé en 1910 par Emilio Frugoni qui en fut le premier secrétaire-général et le principal diffuseur des idées socialistes en Uruguay. En 1921, le Congrès du parti décide de rejoindre le Komintern et se renomme en parti communiste d'Uruguay. Emilio Frugoni quitte alors le parti pour refonder le Parti socialiste d'Uruguay.
Au milieu des années 1950, le PSU se distancie des positions d'Emilio Frugoni, proches de la social-démocratie européenne, pour adopter des positions tiers-mondistes sous l'influence de Vivian Trías. En 1960, le PSU rompt avec l'Internationale socialiste, protestant contre la position de sa section française sur la guerre d'Algérie.
Lors des élections de 1962, le PSU forme l'Union populaire (UP) avec des groupes sécessionnistes du Parti national emmenés par Enrique Erro. Le PSU perd alors sa représentation parlementaire. Les divergences de vue et la tactique électorale décident Emilio Frugoni à quitter le parti qu'il avait fondé plus de 50 ans auparavant et à créer le Mouvement socialiste. 
Le 12 décembre 1967, le président Jorge Pacheco Areco, qui vient d'assumer le pouvoir, décrète la dissolution du PS, qui doit basculer dans la clandestinité.
En vue des élections générales de 1971, le PSU fonde le Front large avec le Parti communiste, le Parti démocrate-chrétien et des groupes sécessionnistes des partis traditionnels. José Pedro Cardoso est alors élu député.
La dictature qui s'installe avec le coup d'État de juin 1973 interdit le PSU qui ne retrouve sa légalité qu'en 1984. Il réintègre alors le Front large. Lors des élections de 1984, il obtient un mandat de sénateur et deux sièges de député. Il progresse alors jusqu'en 1999, année où il gagne quatre mandats de sénateurs et des sièges de députés dans tout le pays.
En 1999, le Parti socialiste d'Uruguay demande à réintégrer l'Internationale socialiste dont il est désormais à nouveau un membre de plein droit.

## Gouvernement Vázquez
Depuis 2005, le PSU participe à la coalition gouvernementale qui voit la gauche, avec à sa tête Tabaré Vázquez (PS), diriger le pays pour la première fois de son histoire. Reinaldo Gargano, qui a été président du parti de 2001 à 2005, est désormais ministre des affaires étrangères du gouvernement Vázquez, tandis que le président Vázquez a démissionné du PS après avoir émis son veto à une loi dépénalisant l'avortement. Le gouvernement Vázquez intègre toutefois un grand nombre de socialistes.

## Élections de 2009
Aux élections générales de 2009, le PS a présenté une sous-liste avec le Front Líber Seregni, représentant de la tendance centriste du Front large. Il a réussi à faire élire deux sénateurs, Daniel Martínez (ministre de l'Industrie de Vázquez) et Mónica Xavier, et six députés, dont quatre à Montevideo: Roberto Conde, Daisy Tourné, qui fut ministre de l'Intérieur de Tabaré Vázquez, Gustavo Bernini, Julio Bango,María Laurnaga et Julio César Fernández.